# Ricardo Rojas (bågskytt)
Ricardo Rojas, född 4 april 1959, är en mexikansk bågskytt. Han deltog vid olympiska sommarspelen 1992.